# 1417 Walinskia
Az 1417 Walinskia (ideiglenes jelöléssel 1937 GH) a Naprendszer kisbolygóövében található aszteroida. Karl Wilhelm Reinmuth fedezte fel 1937. április 1-én, Heidelbergben.